# Ecce iterum Crispinus
Ecce iterum Crispinus (lett. "Ecco Crispino. Di nuovo.") è il verso di apertura della satira IV del poeta latino Giovenale, in essa è descritta una parodistica seduta del senato, convocato per deliberare sul modo ottimale di cuocere un pesce rombo di dimensioni enormi.
Crispino, un immigrato egiziano capace di accumulare ingenti ricchezze, grazie alle numerose critiche rivoltegli da Giovenale (che lo descrive come "un mostro non redento da alcuna virtù", "una persona fiacca in tutto tranne che nel piacere", "un adultero alla ricerca di sole donne sposate" e "un sacrilego") rappresenta per antonomasia l'individuo spregevole.
L'espressione è utilizzata per indicare l'ennesima ricomparsa di una persona sgradita, oppure per esprimere che qualcuno sta tornando ripetutamente sugli stessi errori.
La si trova anche nel capitolo ottavo de Il capitale.